# Protium robustum
Protium robustum är en tvåhjärtbladig växtart som först beskrevs av Swart, och fick sitt nu gällande namn av D. M. Porter. Protium robustum ingår i släktet Protium och familjen Burseraceae. Inga underarter finns listade i Catalogue of Life.